# Stetsonija
Stetsonija (lat. Stetsonia), monotipski rod s vrstom Stetsonia coryne iz porodice Cactaceae. Ponekad ga uključuju u vlastiti podtribus Stetsoniinae ined. i BCT kladu; ponekad u tribus Cereeae i podtribus Rebutiinae. Biljka je porijeklom iz pustinja i suhih šuma (Gran Chaco) Argentine, Bolivije i Paragvaja. Stetsonia coryne naraste u visinu od 4,6 do 7,6 m visine od 15 do 25 ft. Ima bijelo cvijeće. Rod je imenovan u čast Francisu Lyndeu Stetsonu, njujorškom odvjetniku i ljubitelju biljaka.

## Uzgoj
Biljka nalik mnogim Cereusima, ponekad je i drvolika, kad se uzgaja iz sjemena raste vrlo sporo. Tek u starijoj dobi cvate. Traži uobičajenu mješavinu zemlje i uobičajeno zalijevanje.